# Jasmineira schaudinni
Jasmineira schaudinni är en ringmaskart som beskrevs av Augener 1912. Jasmineira schaudinni ingår i släktet Jasmineira och familjen Sabellidae. Inga underarter finns listade i Catalogue of Life.